# Loch Ore
Loch Ore ist ein Süßwassersee in der schottischen Council Area Fife. Am Ostufer befindet sich die Ortschaft Crosshill, die in die Ortschaft Lochore übergeht. Lochgelly und Kelty befinden sich südöstlich beziehungsweise südwestlich.

## Beschreibung
Der See liegt auf einer Höhe von 96 Metern über dem Meeresspiegel. Loch Ore weist einen länglichen Umriss mit einer maximalen Länge von 1,6 Kilometern bei einer maximalen Breite von 880 Metern auf, woraus sich eine Fläche von 85 Hektar und ein Umfang von sieben Kilometern ergeben. An seinem Westufer mündet sein Hauptzufluss ein, welcher das Volumen von 4.476.365 Kubikmetern speist. Das Einzugsgebiet von Loch Ore beträgt 2432 Hektar. Er besitzt eine durchschnittliche Tiefe von 5,3 Metern. Am Ostufer fließt der Ore ab, der über den Leven in den Firth of Forth entwässert. In Loch Ore befinden sich drei Inseln.
Am Abfluss des Ore befinden sich die Ruinen des mittelalterlichen Lochore Castle. Am Nordostufer wurde in der Mary Colliery Kohle abgebaut. Das Gelände des ehemaligen Kohlebergwerks wurde zwischenzeitlich renaturiert und ist Teil des 486 Hektar umfassenden Naturlehrparks Lochore Meadows Country Park.
An Loch Ore befindet sich das Trainingszentrum des Ruderclubs der University of St Andrews.